# Metopsia similis
Metopsia similis är en skalbaggsart som beskrevs av Zerche 1998. Metopsia similis ingår i släktet Metopsia, och familjen kortvingar. Arten är reproducerande i Sverige.